# ジョアンナ (クール&ザ・ギャングの曲)
「ジョアンナ」(Joanna) は、1983年のアルバム『イン・ザ・ハート』に収められたクール&ザ・ギャングの楽曲。1983年11月にシングルとしてリリースされた。

## チャート
アメリカ合衆国では、発売後すぐにヒットし、チャートでは、1週のみながら、カルチャー・クラブの「カーマは気まぐれ」に次ぐ2位まで上昇した。さらにイギリスでも最高2位に達し、合衆国のR&Bチャートでは首位に立った。

### 週間チャート
| チャート（1983年–1984年）                    | 最高位 |
| -------------------------------------------- | ------ |
| オーストラリア                               | 45     |
| カナダ RPM・トップ・シングルズ               | 15     |
| カナダ RPM・アダルト・コンテンポラリー       | 1      |
| アイルランド IRMA・シングル・チャート        | 4      |
| 南アフリカ共和国 スプリングボック            | 21     |
| イギリス 全英シングルチャート                | 2      |
| アメリカ合衆国 ビルボード Hot 100            | 2      |
| アメリカ合衆国 ビルボード Adult Contemporary | 2      |
| アメリカ合衆国 ビルボード Hot Black Singles  | 1      |
| アメリカ合衆国 キャッシュボックス Top 100    | 3      |

### 年間チャート
| チャート（1984年）                | 順位 |
| --------------------------------- | ---- |
| イギリス 全英シングルチャート     | 23   |
| アメリカ合衆国 ビルボード Hot 100 | 24   |

## カバー
日本のデュオ Wink は、1989年のアルバム『Twin Memories』に、鈴木早智子のソロ歌唱により、この曲を日本語でカバーし、及川眠子による女性同士の友情に焦点を当てた独自の歌詞で歌った。